# Шаблиовский, Евгений Степанович
Евгений Степанович Шаблио́вский (укр. Євген Степанович Шабліовський, 1906—1983) — украинский советский литературовед, член-корреспондент АН Украины (1934). Лауреат Ленинской премии (1964). Заслуженный деятель науки Украинской ССР (1972), доктор филологических наук, кандидат медицинских наук. Член ВКП(б) с 1928 года.

## Биография
Родился 14 (27 апреля) 1906 года в городе Камень-Каширский (ныне Волынская область, Украина).
В 1930 году окончил Киевский институт народного образования имени М. П. Драгоманова, затем продолжил обучение в Киевском медицинском институте, который окончил в 1932 г.
В 1933—1935 годах Е. С. Шаблиовский работал директором научно-исследовательского института им. Тараса Шевченко. В качестве руководителя экспедиции совершил поездку в Орск в поисках материалов о годах службы Шевченко, отданного в солдаты, однако, вернувшись на Украину, был арестован как «враг народа» и репрессирован по фиктивному делу «Объединённого троцкистско-националистического блока (боевой организации) на Украине».
Двадцатилетнее заключение отбывал на Соловках, затем в Мончегорске и других лагерях ГУЛАГа.
В 1956 году вернулся на Украину и до 1983 года работал в Институте литературы имени Т. Г. Шевченко АН УССР.
Умер 10 января 1983 года в Киеве. Похоронен на Байковом кладбище.

## Труды
Евгений Степанович Шаблиовский — автор многочисленных трудов по вопросам шевченковедения, по истории, теории литературы и общего литературоведения. Главным научным занятием учëного было исследование жизни и творчества Т. Г. Шевченко, истории украинской литературы, её интернациональных связей.
Автор более 700 монографий, в том числе:
- «Пролетарська революція і Шевченко» (1932),
- «Т. Г. Шевченко та його історичне значення» (1933),
- «Т. Г. Шевченко, його життя та творчість» (1934),
- «Шевченко і російська революційна демократія» (1935),
- «Народ i слово Шевченка» (1961),
- «Т. Г. Шевченко и русские революционные демократы. 1858—1861» (1962),
- «Інтернаціональне і національне в художній творчості» (1963),
- «Гуманізм Шевченка і наша сучасність» (1964),
- «Шляхами єднання. Українська література в її історичному розвитку» (1965),
- «У сяйві ленінських ідей» (1967),
- "Становлення і розвиток соціального реалізму в національних літературах (1968),
- «І. С. Тургенев і українська дожовтнева література» (1968),
- «В. І. Ленін і українська література» (1969),
- «М. О. Некрасов і українська література» (1971),
- «Соціалістичний реалізм і світова культура» (1973),
- «Життя, література, письменник» (1974),
- «На передових рубежах сучасності» (1975),
- «Поетичний світ Тараса Шевченка» (1976)
- «Естетика Чернишевського і наша сучасність»,
- «Чернышевский и Украина» (1978)и др.

Был организатором и текстологом ряда изданий шевченковских произведений, в том числе фототипических.
В программе XIX научной Шевченковской конференции, проходившей в Оренбурге и Орске в мае 1970 года, выступил с докладом «Дневник Шевченко как политический и эстетический документ эпохи».

## Награды и премии
- Орден Октябрьской Революции (22 июля 1982)
- Орден Трудового Красного Знамени
- Заслуженный деятель науки Украинской ССР (1972)
- Ленинская премия (1964) — за книгу «Шевченко и русские революционные демократы. 1858—1861» (1962)
- Государственная премия Украинской ССР имени Т. Г. Шевченко (1979) — за монографию «Чернышевский и Украина»